# Gianluca Valoti
Gianluca Valoti (Alzano Lombardo, 16 febbraio 1973) è un dirigente sportivo ed ex ciclista su strada italiano, professionista dal 1995 al 2002.

## Carriera
Nel 1996, al quinto anno tra i dilettanti, conquista alcune vittorie di rilievo, tra cui il Gran Premio Capodarco e una prova del Trofeo dello Scalatore. Passa professionista nel 1997 grazie all'accordo con il Team Polti di Gianluigi Stanga: accompagnato da grandi aspettative, si segnala come buon scalatore. Nelle stagioni seguenti assolve però principalmente compiti di gregario, e non coglie successi.
Appesa la bicicletta al chiodo, intraprende la mansione di direttore sportivo per il Team Colpack, formazione che dal 2019 detiene licenza di UCI Continental Team.

## Palmarès
- 1996 (dilettanti)

3ª prova Trofeo dello Scalatore
Trofeo Sportivi di Briga Novarese
Gran Premio Capodarco

## Piazzamenti

### Grandi Giri
- Giro d'Italia

2001: 51º
- Tour de France

1997: 51º